# 国际米原器

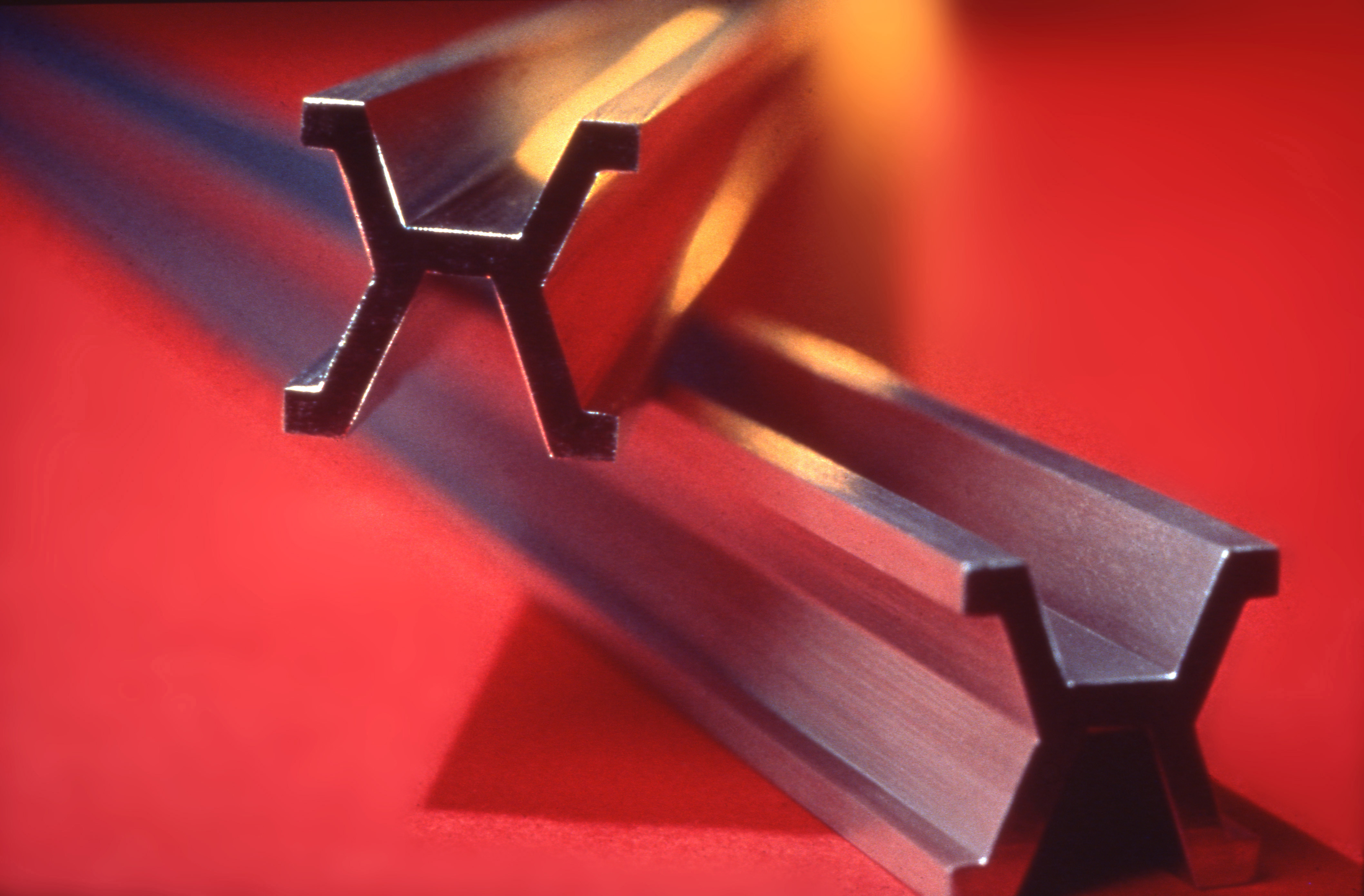
电脑模拟的国际米原器

国际米原器，为国际单位制米在1960年之前所使用的标准器。1米的最初定义为经过巴黎的四分之一经线（北极点至赤道）总长度的1000万分之一。由于该标准较难复现，1799年，法国制作了一个铂制成的米原器，于1799年6月22日存放在国家档案馆内。由于精确测量米原器从首端到尾端的距离非常困难，1889年，重新制作一个由铂铱合金制作的米原器，其断面为X型。米的定义重新为0°C时该合金米原器的长度。米原器保存在法国巴黎的国际度量衡局总部。
1960年，第11届国际计量大会决定放弃以米原器为标准的米定义，并采用氪86光谱作为计量依据，1米定义为氪86原子在2P10到5d5能级之间跃迁的辐射在真空中波长的1650763.73倍。1983年又將1米定義為「光在真空中於1/299792458秒內行進的距離」。